# Le Démocrate du Rhin
Pour les articles homonymes, voir Le Démocrate.
Le Démocrate du Rhin est un journal français publié à Strasbourg entre décembre 1848 et décembre 1851.

## Histoire
Quelques mois après la Révolution de 1848 et la mise en place de la Deuxième République, et au lendemain de l'élection présidentielle de Louis-Napoléon Bonaparte, des Alsaciens de gauche, convaincus que « le régime démocratique, fondé sur le suffrage universel, exige, pour porter tous ses fruits, l'instruction du peuple et son initiation à la vie politique », décident de « fonder un journal qui aura pour mission spéciale de soutenir et de propager les principes démocratiques ». Ce nouveau journal prendrait la relève de l'éphémère Républicain alsacien, fondé par Jules Erckmann lors des élections législatives d'avril 1848, face aux feuilles politiques de la bourgeoisie, Le Courrier du Bas-Rhin de Silbermann (pro-Cavaignac) et L'Alsacien d’Édouard Huder, organe du parti de l'Ordre.
À cette fin, une société en commandite divisée par actions est fondée le 23 décembre à Strasbourg, entre Théodore Keller, négociant, Jules Erckmann, fabricant (remplacé en septembre suivant par Jacques Bastian, compositeur d'imprimerie), Émile Küss, professeur à la faculté de médecine et président du club montagnard de la Réunion des arts, et Gustave Klotz, architecte du département du Bas-Rhin. Principal bailleur de fonds de l'entreprise, Klotz préside le conseil d'administration de la société, dont la raison sociale est « G. Klotz & Cie », tandis que Küss assume les fonctions de gérant-responsable. Parmi les actionnaires, on trouve le chimiste Émile Kopp, l'avocat Jean Martin François Théodore Lobstein et l'imprimeur Philippe-Albert Dannbach.

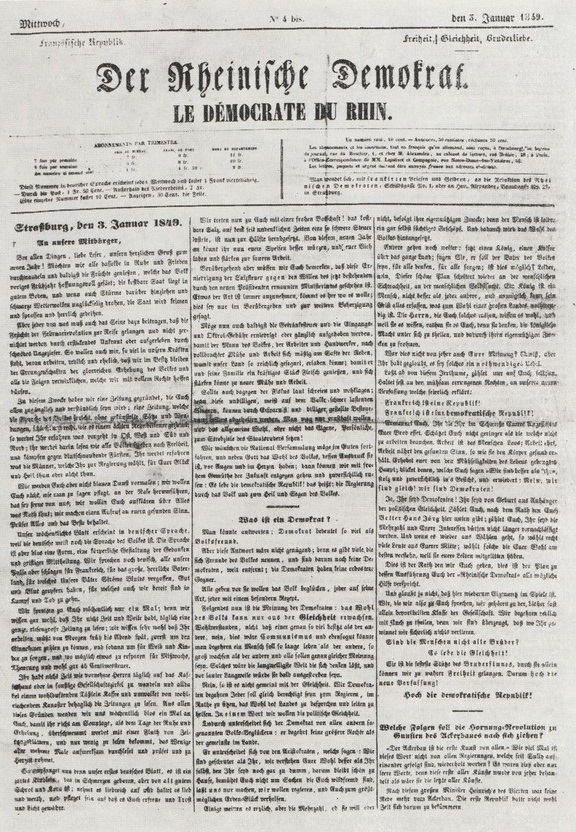
Der Rheinische Demokrat du 3 janvier 1849.

Le nouveau quotidien, dont le premier numéro paraît le 30 décembre 1848, est d'orientation démocrate-socialiste et utilise les dépêches de la Correspondance Paya. Rédigé d'abord intégralement en français, par patriotisme, mais complété par un supplément hebdomadaire en allemand à destination des classes laborieuses des villes et des campagnes (Der Rheinische Demokrat), il deviendra finalement bilingue à partir d'octobre 1849.
Dès son lancement, le Démocrate organise une souscription en faveur de Robert Blum, député démocrate allemand tué le mois précédent lors de la répression de l'insurrection viennoise.
Parmi ses feuilletons, le Démocrate pré-publie les histoires et contes fantastiques d'Erckmann-Chatrian (Une Malédiction, Le Sacrifice d'Abraham, Vin rouge et vin blanc ou Le Bourgmestre en bouteille, Fantaisie, Rembrandt) en 1849. Émile Erckmann est en effet le frère cadet de Jules Erckmann, cofondateur du journal.
Lors des élections législatives de 1849, le journal soutient la liste du Comité démocratique départemental, préparée par Küss, qui finit par gagner presque tous les sièges.

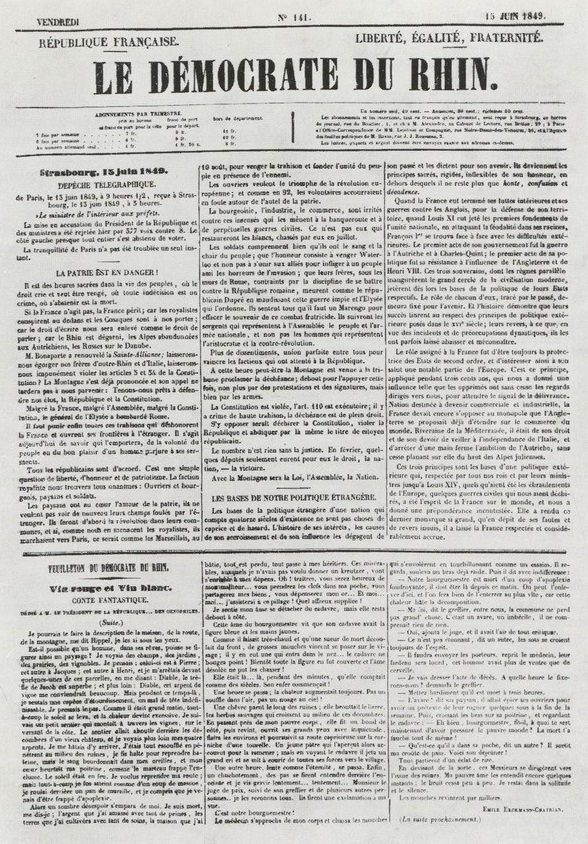
Le Démocrate du Rhin du 15 juin 1849.

Dans le cadre de la répression consécutive à la Journée du 13 juin 1849, Küss est arrêté le 20 juin. Les autorités lui reprochent notamment la publication de plusieurs articles jugés séditieux. Remplacé dans ses fonctions par Bastian, il est finalement acquitté par la cour d'assises de la Moselle le 22 octobre. Quelques semaines plus tard, Bastian est en revanche condamné à deux mois de prison et 200 francs d'amende pour avoir publié, dans le supplément en allemand du 10 octobre, un article intitulé « La France ravagée par les dix plaies d’Égypte » et qui avait été interprété comme un appel à la révolte. Pendant la durée de sa peine, Bastian est remplacé, en tant que gérant, par Pierre-Chéri Besse, nouvel associé de la société « G. Klotz & Cie ».
Le 9 juin 1850, lors de l'élection législative partielle provoquée par la démission du seul député bas-rhinois de droite, Goldenberg, le Démocrate du Rhin soutient la candidature d’Émile de Girardin, face au candidat de droite, Müller, soutenu par L'Alsacien de Huder, et au républicain modéré Liechtenberger, soutenu par le Courrier du Bas-Rhin. La campagne et les polémiques entre les journaux ont été particulièrement âpres : reconnu coupable de diffamation à l'encontre de Huder, Bastian est condamné à un mois de prison et 3 000 francs de dommages-intérêts.
Ces condamnations affaiblissent le journal, où des tensions voient le jour entre les rédacteurs les plus radicaux et leurs confrères plus modérés. Besse ainsi que Charles Hartzer quittent ainsi la rédaction à l'époque de la visite du président à Strasbourg, en désaccord avec un article qui invitait les lecteurs du Démocrate à réserver un accueil hostile au chef de l’État. Déjà obérées par les frais de la dernière campagne électorale, les finances du journal sont également ébranlées par le rétablissement du droit de timbre (loi du 16 juillet 1850) et l'application du cautionnement au Rheinische Demokrat.
À l'automne 1850, Klotz est révoqué de ses fonctions départementales par le préfet West, qui justifie sa décision au ministre de l'Intérieur par des soucis d'économie (Charles Morin (d), chargé des constructions communales depuis 1844, pouvant également s’occuper des bâtiments départementaux) mais aussi par des motifs politiques : « Le sieur Klotz était à la tête de la société qui commanditait, à Strasbourg, le journal ultra-socialiste Le Démocrate du Rhin. En lutte ouverte contre l'autorité, il ne doit point dès lors être maintenu dans un emploi administratif ». Sous la plume de Ferdinand Flocon, son nouveau rédacteur en chef, le Démocrate prend en vain la défense de son cofondateur, tandis que L'Alsacien de Huder approuve cette éviction.
Le 30 septembre, la société « G. Klotz & Cie » est dissoute, mais le journal est aussitôt repris par une nouvelle société, fondée par Bastian et l'homme de lettres Louis Lehr. Rebaptisé Le Démocrate du Rhin de 1850, le quotidien subit une scission de sa rédaction en juin 1851, Küss et plusieurs de ses collaborateurs étant partis fonder la Niederrheinische Volksrepublik (La République du peuple du Bas-Rhin), imprimé, dans un souci d'économie, dans la même imprimerie colmarienne que la Volksrepublik du Haut-Rhin, dirigée par Georges-Joseph Schmitt. Malgré cette concurrence, le Démocrate continue de paraître jusqu'au coup d'État du 2 décembre 1851.

## Collaborateurs
- Charles Bernhard[12]
- Pierre-Chéri Besse[2]
- Charles Bœsé[13]
- Jules Erckmann[7]
- Ferdinand Flocon[2]
- Charles Hartzer[10]
- Émile Kopp[14]
- Émile Küss[7]
- Auguste-Antoine de Laboulaye[15]
- Chrétien-Frédéric Meyer[16]
- Auguste de Toulgoët[6]